# Afrânio Peixoto
Júlio Afrânio Peixoto GCSE (Lençóis, 17 de dezembro de 1876 – Rio de Janeiro, 12 de janeiro de 1947) foi um médico, político, professor, crítico literário, ensaísta, romancista e historiador brasileiro.
Ocupou a cadeira sete da Academia Brasileira de Letras, para a qual foi eleito em 7 de maio de 1910, e a cadeira 2 da Academia Brasileira de Filologia, da qual foi fundador. Faleceu no Rio de Janeiro em 12 de janeiro de 1947 com a idade de 70 anos.

## Educação
Filho de Francisco Afrânio Peixoto e Virgínia de Morais Peixoto. Passou sua infância no interior da Bahia, na cidade de Canavieiras (onde há uma biblioteca e rua com seu nome), vivenciando situações e paisagens que influenciariam muitos dos seus romances. Formou-se em Medicina, em Salvador, no ano de 1897. Sua tese inaugural, "Epilepsia e crime", despertou grande interesse nos meios científicos do país e do exterior.

## Médico, professor e político
Em 1902, mudou-se para a capital do país, na época, Rio de Janeiro, onde foi inspetor de Saúde Pública e diretor do Hospital Nacional de Alienados, em 1904. Ministrou aulas de Medicina legal na Faculdade de Medicina do Rio de Janeiro (1907) e assumiu os cargos de professor extraordinário da Faculdade de Medicina (1911); diretor da Escola Normal do Rio de Janeiro, em 1915 e diretor da Instrução Pública do Distrito Federal no ano seguinte.
Em 1916, após 3 anos ministrando a disciplina de Medicina Legal, torna-se professor titular da cadeira na Faculdade Nacional de Direito da UFRJ.
Criticou desde o início a designação de "doenças tropicais", pela conotação implícita de que elas estariam vinculadas a alguma maldição ou fatalidade geográfica. Proclamou que "doenças tropicais não existem". Afirmava que essas doenças surgiam das precárias condições de vida e econômicas das populações tropicais e não que o clima tropical fosse o responsável pelas "doenças tropicais".
Teve uma passagem pela política quando foi eleito deputado federal pela Bahia, ficando no cargo no período de 1924 a 1930. Após isto, voltou à atividade do magistério sendo professor de História da Educação no Instituto de Educação do Rio de Janeiro, em 1932. A 5 de Outubro de 1934 foi agraciado com a Grã-Cruz da Antiga, Nobilíssima e Esclarecida Ordem Militar de Sant'Iago da Espada, do Mérito Científico, Literário e Artístico de Portugal. Foi reitor da Universidade do Distrito Federal em 1935 e, após 40 anos de relevantes serviços, aposentou-se.

## Literatura
Iniciou na literatura no ano de 1900 com a publicação do drama Rosa mística. Drama em cinco atos, luxuosamente impresso em Leipzig, com uma cor para cada ato. Entre 1904 e 1906 esteve em vários países da Europa, a fim de adquirir novos conhecimentos.
Ao retornar ao Brasil esqueceu-se da literatura e pensou apenas na medicina. Nesse período foi grande sua produção de obras de cunho médico-legal-científica. O romance foi uma implicação a que o autor foi levado em decorrência de sua eleição para a Academia Brasileira de Letras, em 7 de maio de 1910, para a qual fora eleito à revelia, quando se achava no Egito, em sua segunda viagem ao exterior.
Quase como que por obrigação, começou a escrever o romance A esfinge, o que fez em três meses antes da posse da Cadeira nº 7, em 14 de agosto de 1911, entrega feita pelas mãos do acadêmico Araripe Júnior. O Egito inspirou-lhe o título e a trama novelesca. O romance, publicado no mesmo ano, obteve um sucesso incomum e colocou seu autor em posto de destaque na galeria dos ficcionistas brasileiros.
Dotado de personalidade fascinante, animadora e de um excelente domínio da oratória, prendia a atenção das pessoas e auditórios pela palavra inteligente e encantadora. Afrânio Peixoto obteve, na época, grande aprovação de crítica e prestígio popular. Existe no Palácio Imperial, em Petrópolis, uma placa comemorativa onde se lê: "Nesta sala, durante cinco verões, Afrânio Peixoto disse cousas. Que cousas! e como as disse!".
Na Academia Brasileira de Letras, desempenhou diversas atividades, sendo que um dos seus mais importantes feitos foi obter do embaixador da França, Alexandre Conty, em 1923, a doação pelo governo francês do palácio Petit Trianon, construído para a Exposição da França no Centenário da Independência do Brasil.
Como ensaísta escreveu importantes estudos sobre Camões, Castro Alves e Euclides da Cunha. Como médico, conheceu e estudou as ideias e teorias de Freud, levando-as para muitos de seus romances.
Teve colaboração na publicação periódica Atlântida (1915–1920) e na revista luso-brasileira Atlântico.

## Academia Brasileira de Letras
Afrânio Peixoto foi o terceiro ocupante da cadeira 7 na Academia Brasileira de Letras, eleito em 7 de maio de 1910, na sucessão de Euclides da Cunha e recebido em 14 de agosto de 1911 pelo acadêmico Araripe Júnior. Recebeu os acadêmicos Osvaldo Cruz em 26 de junho de 1913, Aloísio de Castro em 15 de abril de 1919 e Alcântara Machado em 4 de outubro de 1933. Foi sucedido por Afonso Pena Júnior.

## Obras
- Rosa mística — drama (1900)
- Lufada sinistra — novela (1900)
- A esfinge — romance (1911)
- Maria Bonita — romance (1914)
- Minha terra e minha gente — história (1915)
- Poeira da estrada — crítica (1918)
- Trovas brasileiras (1919)
- Parábolas (1920)
- José Bonifácio, o velho e o moço — biografia (1920)
- Fruta do mato — romance (1920)
- Castro Alves, o poeta e o poema (1922)
- Bugrinha — romance (1922)
- Ensinar e ensinar (1923)
- Dicionário dos Lusíadas — filologia (1924)
- Dinamene (1925)
- Arte poética — ensaio (1925)
- As razões do coração — romance (1925)
- Camões e o Brasil — crítica (1926)
- Uma mulher como as outras — romance (1928)
- Sinhazinha (1929)
- Miçangas (1931)
- Viagem Sentimental (1931)
- História da literatura brasileira (1931)
- Castro Alves — ensaio bibliográfico (1931)
- Panorama da literatura brasileira (1940)
- Pepitas — ensaio (1942)
- Amor sagrado e amor profano (1942)
- Despedida (1942)
- Obras completas (1942)
- Indes (1944)
- É (1944)
- Breviário da Bahia (1945)
- Livro de horas (1947)

## Controvérsias
Afrânio Peixoto é historicamente descrito como rival do médico e cientista brasileiro Carlos Chagas, sendo um dos responsabilizados por sua não laureação ao Prêmio Nobel de Medicina. Chagas é o único cientista na história da medicina a descrever completamente uma doença infecciosa: o patógeno, o vetor (Triatominae), os hospedeiros, as manifestações clínicas e a epidemiologia.

A opinião é compartilhada pelo pesquisador Sierra Iglesias. Em sua obra biográfica sobre o médico argentino Salvador Mazza, Iglesias afirma:
"En 1921 era propuesto para Chagas el
Premio Nobel de Medicina, y cuando todo presumía que le sería otorgado, inconfesables influencias se interpusieron. El Instituto sueco se había dirigido a organismos científicos del Brasil recabando datos sobre su personalidad, sobre su obra, pero algunos de sus próprios compatriotas (increíblemente, entre ellos algunos no médicos, por lo tanto primariamente inhabilitados para juzgar el descubrimiento de la tripanosomiasis), lo desaconsejaron, siendo este año declarado desierto este codiciado lauro mundial."
Como escritor, Peixoto é "lembrado em livros de história da literatura como um 'escritor menor', um 'epígono' (um banalizador de uma corrente literária)".